# Euastrum evolutum
Euastrum evolutum là một loài Song tinh tảo trong họ Desmidiaceae, thuộc chi Euastrum.